# Такацука, Нориюки
Нориюки Такацука (яп. 高塚紀行 Такацука Нориюки, род. 28 апреля 1985) — японский борец вольного стиля, бронзовый призёр чемпионата мира (2006), призёр чемпионата Азии.